# Croix de Connewitz
La croix de Connewitz (en allemand: Connewitzer Kreuz) est un ancien symbole d'enceinte de la ville à Leipzig en Allemagne. Elle se trouve dans le quartier de Connewitz sous la forme d'une fixation en grès sur une colonne en tuf porphyrique de Rochlitz. C'est un bâtiment classé. Le même nom s'est imposé pour la zone autour du monument. L'arrêt de tramway et de bus voisin porte également le nom du Connewitzer Kreuz.

## Localisation et description
La croix de Connewitzest située sur une parcelle d'herbe semi-circulaire à l'extrémité sud de l'actuelle Karl-Liebknecht-Straße, à l'embranchement de la Bornaische et de la Wolfgang-Heinze-Straße.
Un panneau tableau en grès de 139 × 76 cm repose sur une colonne octogonale en porphyre entourée de margelles du même matériau, bordée au sommet par un triangle plat. Sur le côté nord face à la ville se trouvent une scène de crucifixion en relief sous l'année MDXXXVI, les armoiries de la ville de Leipzig en bas à gauche et un crâne en bas à droite. Le côté sud montre une croix couchée (Croix de Saint-André) et au-dessus l'année 1536. La hauteur totale est d'environ cinq mètres.

## Histoire
Au Moyen Âge et au début de l'époque moderne, ce type de symbole d'enceinte de la ville (en allemand: Weichbild) faisait référence à la fois au droit de la ville et à son champ d'application et fut mentionné pour la première fois sous le nom de « wicbilede » dans le document du Margrave de Meissen de 1165. Il était initialement marqué par des croix en bois sur les quatre artères principales, bien en face des portes de la ville. Ils furent ensuite remplacés par des pierres, leur nombre augmenta ainsi que leur éloignement de la ville.
En 1536, le conseil municipal fit construire la croix de Connewitz et d'autres par le tailleur de pierre du conseil Hans Pfretzschner. Un exemplaire identique se trouvait dans la Hallische Straße, comme le montre une illustration de 1704. La Croix de Connewitz est la seule qui ait été conservée.
Après plus de quatre siècles et demi, il a été fortement patiné et a été remplacé en 1994 par une copie réalisée par le sculpteur de Leipzig Markus Brille, financée par la Sparkasse de Leipzig. L'original se trouve au Musée d'histoire de la ville (Stadtgeschichtliches Museum Leipzig) dans l'Ancien hôtel de ville de Leipzig. En raison de l'altération avancée, le côté nord a dû être librement complété sur la base des découvertes originales fortement altérées.
Étant donné que la zone autour de la croix est l'une des rares grandes places de Südvorstadt et de Connewitz, elle est utilisée pour des manifestations ou des rassemblements spontanés tels que des feux d'artifice le soir du Nouvel An.

## Environs
Bien qu'il ne s'agisse pas d'une véritable place, la zone entourant le Croix de Connewitz a un caractère carré en raison de la rencontre de sept rues (Karl-Liebknecht-, Wolfgang-Heinze-, Arno-Nitzsche-, Selnecker-, Koch-, Biedermann- et Bornaische Straße). Au début du XXe siècle, toute la zone a été construite, en particulier la place au sud de la croix, avec un immeuble résidentiel et commercial de quatre étages comme extrémité visuelle de la Südstrasse (Karl-Liebknecht-Strasse).
Des parties importantes du bâtiment ont été détruites pendant la Seconde Guerre mondiale. Ce qui a été conservé de l'ancienne structure est, entre autres, la Südbrause, qui sert aujourd'hui de café, le centre socioculturel Werk 2, construit sur le site d'une entreprise, et quelques bâtiments d'habitation. Malgré un grand magasin Rewe de 2013, qui a remplacé un magasin Konsum, et quelques nouveaux bâtiments construits après 1990, des lacunes subsistent, notamment au bout de la rue derrière la croix. En 2016, l'idée d'un immeuble de grande hauteur à cet endroit est née. La ville refuse les immeubles de grande hauteur, mais est en principe ouverte au développement à long terme. En 2022, la ville a acquis la zone et y a construit un espace vert permanent avec des options de sport et d'exercice.

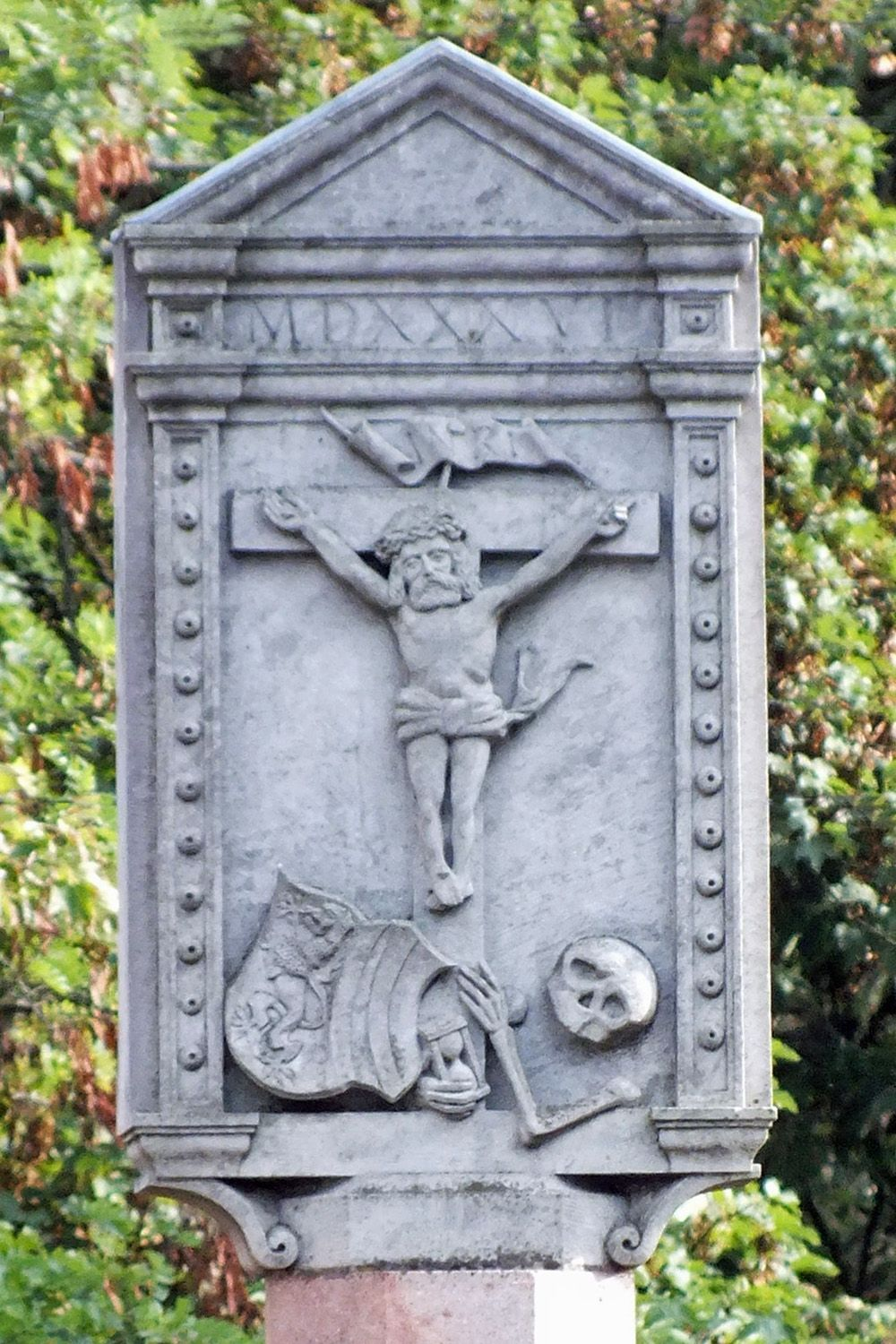
Côté nord du panneau
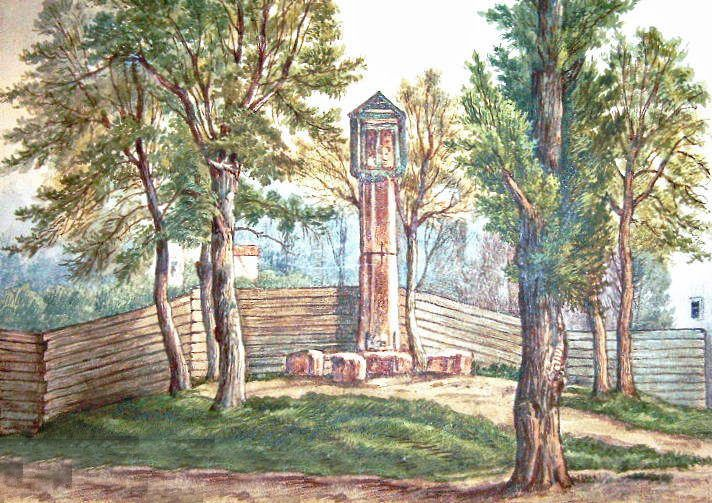
La croix devant une jardinerie en 1890
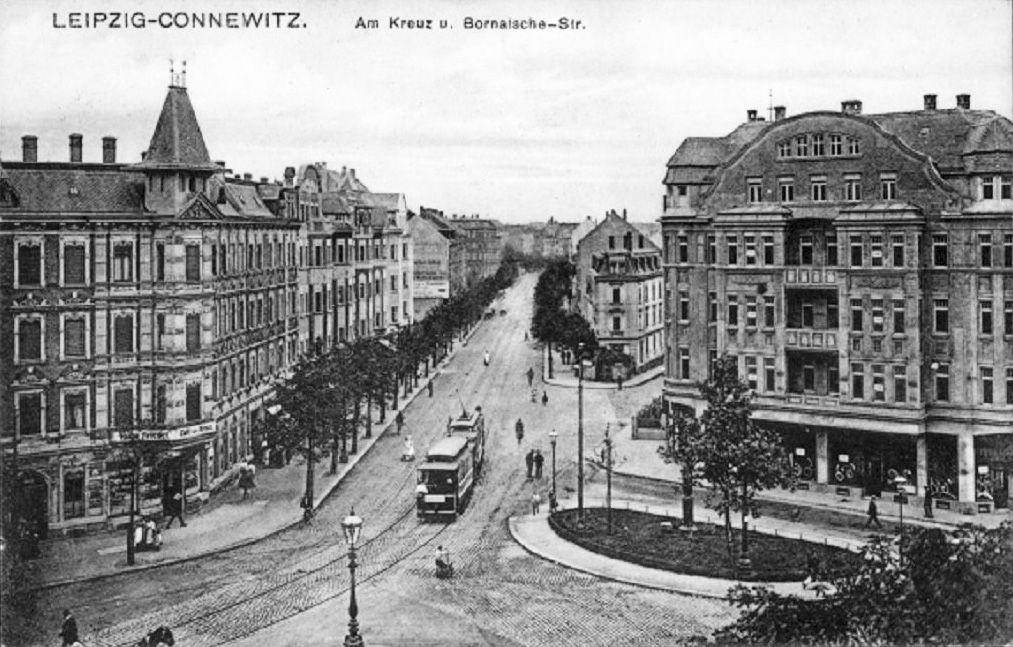
Bâtiment commercial (à droite) en 1916 à la place du jardin maraîcher